# Rhamnus pringlei
Rhamnus pringlei là một loài thực vật có hoa trong họ Táo. Loài này được Rose miêu tả khoa học đầu tiên năm 1903.